# Holcim Csoport
A Holcim Csoport egy cementgyártó és kavics kitermelő vállalat (zúzottkő, homok és kavics). A Csoport mindezek mellett beton- és aszfaltgyártással is foglalkozik, valamint számos további szolgáltatást nyújt ügyfelei részére.

## Holcim Csoport

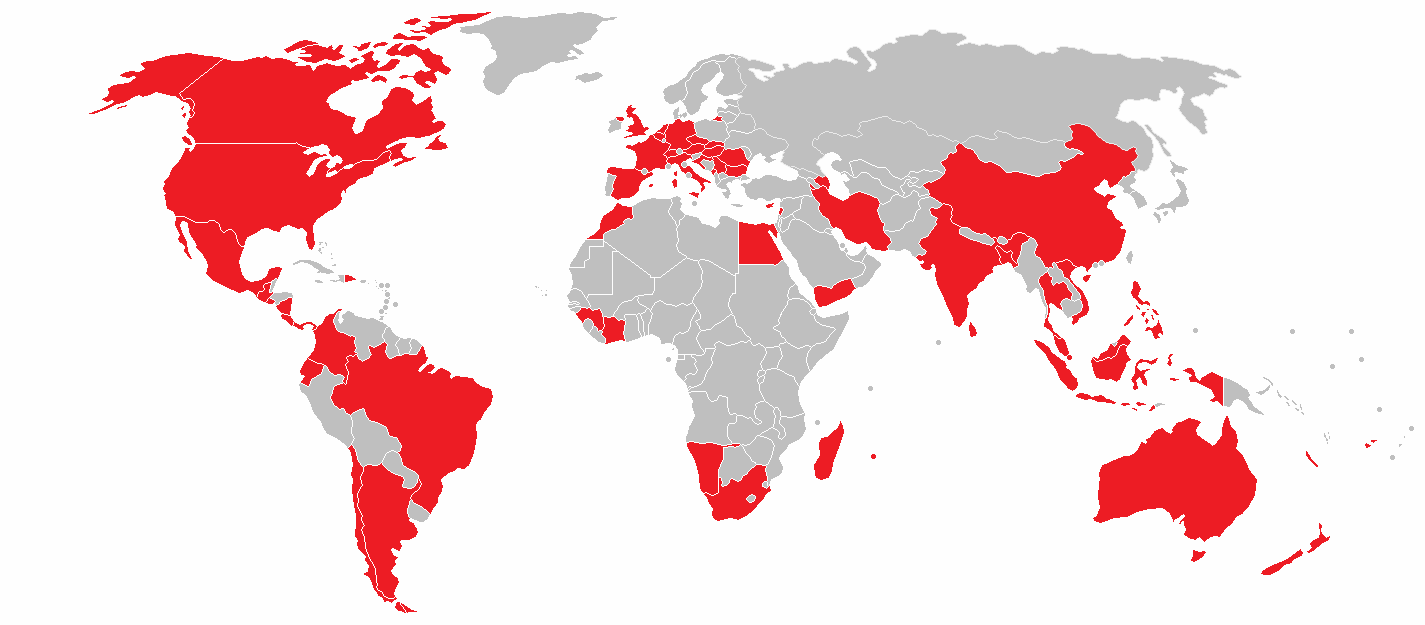
Holcim Csoport jelenléte a világon

A Holcim csoport a világ körülbelül 70 országában van jelen. A svájci eredetű Holcim Csoport mára egy világméretű vállalattá nőtte ki magát, mely a föld minden kontinensén jelen van, több mint 70 országban. A Csoport mintegy 90.000 munkavállalót foglalkoztat.
A Holcim – akkor még a településsel azonos nevet viselő Holderbank vállalatként - 1912-ben kezdte meg a cementgyártást a svájci Holderbank faluban (mely Lenzburg körzetében, Aargua tartományban, Zürichtől körülbelül 40 km-re található). A Holderbank és a ciment szavak első három betűiből született a Holcim név, mely 2001 óta a cég hivatalos neve. A Holcim 2009-ben a második legnagyobb cementgyártó cég volt, a Lafarge után.

## Magyarországon
A Holcim Hungária Zrt. a Holcim cégcsoport kelet-európai divíziójának tagja. Magyarországon két cementgyárral (Lábatlan, Miskolc), három kavicsbányával (Abda, Zalaegerszeg, Hejőpapi) és országszerte közel 30 betonüzemmel rendelkezik.

## Versenytársak
- Cemex
- HeidelbergCement